# Gandawa-Wevelgem 2012
74. edycja wyścigu kolarskiego Gandawa-Wevelgem odbyła się w dniu 25 marca 2012 roku i liczyła 234,6 km. Wyścig figurował w rankingu światowym UCI World Tour 2012.
Zwyciężył podobnie jak przed rokiem Belg Tom Boonen z grupy Omega Pharma-Quick Step, drugi był Słowak Peter Sagan, a trzeci Duńczyk Matti Breschel.
W wyścigu startowali polscy kolarze: Jarosław Marycz jeżdżący w Team Saxo Bank zajął 56. miejsce, a Maciej Bodnar z Liquigas-Cannondale był 98.

## Uczestnicy
Na starcie tego klasycznego wyścigu stanęło 25 zawodowych ekip.
Lista drużyn uczestniczących w wyścigu:
| Numery  | Kod | Drużyna                 |
| ------- | --- | ----------------------- |
| 1-8     | OPQ | Omega Pharma-Quick Step |
| 11-18   | SKY | Team Sky                |
| 21-28   | LBT | Lotto-Belisol           |
| 31-38   | ALM | Ag2r-La Mondiale        |
| 41-48   | AST | Pro Team Astana         |
| 51-58   | BMC | BMC Racing Team         |
| 61-68   | EUS | Euskaltel-Euskadi       |
| 71-78   | FDJ | FDJ-BigMat              |
| 81-88   | GEC | GreenEDGE Cycling Team  |
| 91-98   | KAT | Team Katusha            |
| 101-108 | LAM | Lampre-ISD              |
| 111-118 | LIQ | Liquigas-Cannondale     |
| 121-128 | MOV | Movistar Team           |

| Numery  | Kod | Drużyna                       |
| ------- | --- | ----------------------------- |
| 131-138 | RAB | Rabobank Cycling Team         |
| 141-148 | GAR | Garmin-Barracuda              |
| 151-158 | RNT | RadioShack-Nissan-Trek        |
| 161-168 | SAX | Team Saxo Bank                |
| 171-178 | VCD | Vacansoleil-DCM               |
| 181-188 | TPV | Topsport Vlaanderen           |
| 191-198 | LAN | Landbouwkrediet               |
| 201-208 | ACC | Accent.jobs-Willems Veranda's |
| 211-218 | COF | Cofidis                       |
| 221-228 | FAR | Farnese Vini-Selle Italia     |
| 231-238 | PRO | Project 1t4i                  |
| 241-248 | EUC | Team Europcar                 |

## Klasyfikacja generalna
| M-ce | Imię i nazwisko      | Kraj      | Drużyna                   | Czas       |
| ---- | -------------------- | --------- | ------------------------- | ---------- |
| 1.   | Tom Boonen           | Belgia    | Omega Pharma-Quick Step   | 5h 32' 44" |
| 2.   | Peter Sagan          | Słowacja  | Liquigas-Cannondale       | + 0"       |
| 3.   | Matti Breschel       | Dania     | Rabobank Cycling Team     | + 0"       |
| 4.   | Óscar Freire         | Hiszpania | Team Katusha              | + 0"       |
| 5.   | Edvald Boasson Hagen | Norwegia  | Team Sky                  | + 0"       |
| 6.   | Daniele Bennati      | Włochy    | RadioShack-Nissan-Trek    | + 0"       |
| 7.   | Marco Marcato        | Włochy    | Vacansoleil-DCM           | + 0"       |
| 8.   | Steve Chainel        | Francja   | FDJ-BigMat                | + 0"       |
| 9.   | Filippo Pozzato      | Włochy    | Farnese Vini-Selle Italia | + 0"       |
| 10.  | Giovanni Visconti    | Włochy    | Movistar Team             | + 0"       |